# 7-es csatorna
A 7-es csatorna 1999-ben bemutatott magyar televíziós sorozat, a TV a város szélén folytatása. A sorozat Zilahy Tamás  rendezésében készült Gát György produceri felügyelete mellett. A történet szerint egy sikeres vállalkozó felvásárolja a KB TV nevű kerületi televízióadót, majd országos adóvá változtatja és igyekszik azt működtetni annak régi csapatával. A korábbi sorozatból visszatértek színészek, mint Bajor Imre, Gergely Róbert vagy Gregor Bernadett, hozzájuk csatlakozott újként többek közt Kovács Titusz, Tábori Nóra, Sörös Sándor és Schnell Ádám.
A sorozatot a TV2 mutatta be 1999. április 12-én, és 35 rész után, 1999. május 28-án ért véget. A sorozat viszonylag negatív fogadtatásban részesült.

## Cselekmény
Raffay Bálint egy sikeres üzletember, aki új projektve vág bele: két üzlettársával, az ügyvéd Dr. Tényivel és a gazdasági vezető Solymosi Dénessel megvásárolják a KB TV nevű kerületi televízióadót, kihasználva az azt addig birtokló Professzor lányainak anyagi nehézségeit. Raffay terve az, hogy 7-es csatorna néven sikeres kereskedelmi tévéadót csinál belőle, ami visszatermeli a belé ölt pénzt. A csatornával együtt azonban annak régi munkatársait is megörökli: többek közt a rendező Mikes Ivánt, az operatőr Dorogi Marcellt, a sminkes Margót, a bemondó Lucient és a mindenes Egon urat. A csapatból van, akit elküld, míg a többiek harcba keverednek az új munkatársakkal a csatorna működtetésével kapcsolatos elképzelésekben.

## Szereplők
- Bajor Imre - Mikes Iván
- Lorán Lenke - Elli néni
- Bencze Ilona - Éva
- Harkányi Endre - Dénes Egon úr
- Gesztesi Károly - Gyula úr
- Cseke Péter
- Gergely Róbert - Kerepesi László "Lucien"
- Sörös Sándor
- Schnell Ádám
- Gregor Bernadett - Margó
- Tábori Nóra - Margit néni
- Andor Tamás - Professzor
- Kovács Titusz - Raffay Bálint
- Horkay Péter

## Epizódok
- 1. rész: 1999. április 12.[2]
- 2. rész: 1999. április 13.[5]
- 3. rész: 1999. április 14.[6]
- 4. rész: 1999. április 15.[7]
- 5. rész: 1999. április 16.[8]
- 6. rész: 1999. április 19.[9]
- 7. rész: 1999. április 20.[10]
- 8. rész: 1999. április 21.[11]
- 9. rész: 1999. április 22.[12]
- 10. rész: 1999. április 23.[13]
- 11. rész: 1999. április 26.[14]
- 12. rész: 1999. április 27.[15]
- 13. rész: 1999. április 28.[16]
- 14. rész: 1999. április 29.[17]
- 15. rész: 1999. április 30.[18]
- 16. rész: 1999. május 3.[19]
- 17. rész: 1999. május 4.[20]
- 18. rész: 1999. május 5.[21]
- 19. rész: 1999. május 6.[22]
- 20. rész: 1999. május 7.[23]
- 21. rész: 1999. május 10.[24]
- 22. rész: 1999. május 11.[25]
- 23. rész: 1999. május 12.[26]
- 24. rész: 1999. május 13.[27]
- 25. rész: 1999. május 14.[28]
- 26. rész: 1999. május 17.[29]
- 27. rész: 1999. május 18.[30]
- 28. rész: 1999. május 19.[31]
- 29. rész: 1999. május 20.[32]
- 30. rész: 1999. május 21.[33]
- 31. rész: 1999. május 24.[34]
- 32. rész: 1999. május 25.[35]
- 33. rész: 1999. május 26.[36]
- 34. rész: 1999. május 27.[37]
- 35. rész: 1999. május 28.[3]